# 8 جمادى الأولى
- السبت
- الأحد
- الاثنين
- الثلاثاء
- الأربعاء
- الخميس
- الجمعة

- 302 نوفمبر 2024
- 13 نوفمبر 2024
- 24 نوفمبر 2024
- 35 نوفمبر 2024
- 46 نوفمبر 2024
- 57 نوفمبر 2024
- 68 نوفمبر 2024
- 79 نوفمبر 2024
- 810 نوفمبر 2024
- 911 نوفمبر 2024
- 1012 نوفمبر 2024
- 1113 نوفمبر 2024
- 1214 نوفمبر 2024
- 1315 نوفمبر 2024
- 1416 نوفمبر 2024
- 1517 نوفمبر 2024
- 1618 نوفمبر 2024
- 1719 نوفمبر 2024
- 1820 نوفمبر 2024
- 1921 نوفمبر 2024
- 2022 نوفمبر 2024
- 2123 نوفمبر 2024
- 2224 نوفمبر 2024
- 2325 نوفمبر 2024
- 2426 نوفمبر 2024
- 2527 نوفمبر 2024
- 2628 نوفمبر 2024
- 2729 نوفمبر 2024
- 2830 نوفمبر 2024
- 291 ديسمبر 2024
- 12 ديسمبر 2024
- 23 ديسمبر 2024
- 34 ديسمبر 2024
- 45 ديسمبر 2024
- 56 ديسمبر 2024

8 جُمادى الأولى أو 8 جُمادی‌ الاَوَّل أو يوم 8 \ 5 (اليوم الثامن من الشهر الخامس) هو اليوم السادس والعُشرون بعد المائة (126) من أيَّام السنة (أو السابع والعُشرون بعد المائة لو كان شهر ربيع الآخر مُتممًا لليوم الثلاثين أو الثامن والعُشرون بعد المائة لو أتم كلاً من صفر وربيع الآخر ثلاثين يوماً) وفق التقويم الهجري القمري (العربي). يبقى بعده 228 أو 229 يومًا لانتهاء السنة.

## أحداث
- 1368هـ - تشكيل أول حكومة إسرائيلية برئاسة ديفيد بن جوريون.
- 1369هـ - الشيخ عبد الله السالم الصباح يتسلم رسميًا الحكم في الكويت، وما زالت الكويت تحتفل بهذا اليوم وتعتبره عيدها الوطني.
- 1373هـ - رئيس وزراء مصر (في ذلك الحين) جمال عبد الناصر يصدر قرارا بحل جماعة الإخوان المسلمين، التي كانت قد استثنيت من قرار حل جميع الأحزاب بمصر الصادر قبل حوالي سنة.
- 1394هـ - عقد اتفاق هدنة في هضبة الجولان بين سوريا وإسرائيل.
- 1396هـ - توحيد القوات المسلحة في إمارات دولة الإمارات العربية المتحدة بقوة واحدة وذلك تحت اسم القوات المسلحة لدولة الإمارات العربية المتحدة.
- 1409هـ - بدء الحوار الرسمي بين الولايات المتحدة ومنظمة التحرير الفلسطينية.
- 1412هـ - السلطات الأميركية والبريطانية تعلن لوائح اتهام ضد اثنين من مسؤولي المخابرات الليبية في إسقاط طائرة بان أمريكان أثناء الرحلة رقم 103 والمسماة قضية لوكربي.
- 1422هـ - عودة رأس نفرتاري زوجة الفرعون رمسيس الثاني وست لفائف بردي مسروقة إلى مصر بعد أن تم تهريبها إلى بريطانيا قبل سنوات من مخزن في سقارة، جنوب القاهرة، ويرجع تاريخ التمثال إلى عام 1300 ق.م.
- 1432هـ - عملية عسكرية تؤدي إلى اعتقال رئيس ساحل العاج السابق لوران غباغبو وتسليمه إلى سلطات الرئيس المنتخب الحسن واتارا.
- 1436هـ - تنظيم داعش يبث فيديو يتضمن عملية تدمير لتماثيل تعود للحقبة الآشورية داخل متحف الموصل في العراق.
- 1437 هـ - مقتل 28 شخصًا على الأقل وإصابة 61 آخرين في تفجير انتحاري في العاصمة التركية أنقرة.
- 1441 هـ - مقتل قائد فيلق القدس الإيراني قاسم سليماني برفقة أبي مهدي المهندس أحد قيادات ميليشيا الحشد الشعبي في غارة جوية أمريكية استهدفت موكبًا في مطار بغداد الدولي.

## مواليد
- 1303هـ - مي زيادة، أديبة لبنانية.
- 1355هـ - سيد عبد الكريم، ممثل مصري.
- 1357هـ - راغب مصطفى غلوش، شيخ مقرئ للقرآن.
- 1397هـ - ماغي مطران، ممثلة لبنانية.
- 1398هـ - محمد نجاتي، ممثل مصري.
- 1401هـ - جاد شويري، مغني ومخرج لبناني.

## وفيات
- 786هـ - الشهيد الأول، فقيه شيعي مؤلف كتاب اللمعة الدمشقية
- 1323هـ - محمد عبده، مفتي الديار المصرية ومن رواد حركة الإصلاح في العالم الإسلامي.
- 1336هـ - حمزة فتح الله، أحد مشايخ الأزهر وأحد أعلام اللغة العربية.
- 1355هـ - عبد الله العلمي، فقيه مسلم وشاعر ومدرس فلسطيني.
- 1378هـ - أحمد عبد الرحمن البنا الساعاتي، عالم حديث أزهري مصري، ووالد حسن البنا.
- 1413هـ - محمد بنهيمة، رئيس وزراء المغرب.
- 1415هـ - عائشة بنت طاهر سنبل، فقيهة ومحدثة ومُدرسة سعودية.
- 1421هـ - أبو الفضل نبوي، فقيه وكاتب إيراني.
- 1429هـ - سعد العبد الله السالم الصباح، أمير دولة الكويت الرابع عشر.
- 1430هـ -
  - طلال العيار، نائب ووزير كويتي.
  - زبير التركي، رسام ونحات تونسي.
  - ناظم الغبرا، طبيب كويتي من أصول فلسطينية.
- 1437 هـ - محمد حسنين هيكل، أحد أشهر الصحفيين العرب والمصريين في القرن العشرين.
- 1441 هـ -
  - قاسم سليماني، قائد عسكري إيراني.
  - أبو مهدي المهندس، قائد عسكري عراقي.

## وصلات خارجية
- موقع قصة الإسلام: حدث في شهر جُمادى الأولى.